# Benjamin S. Turner

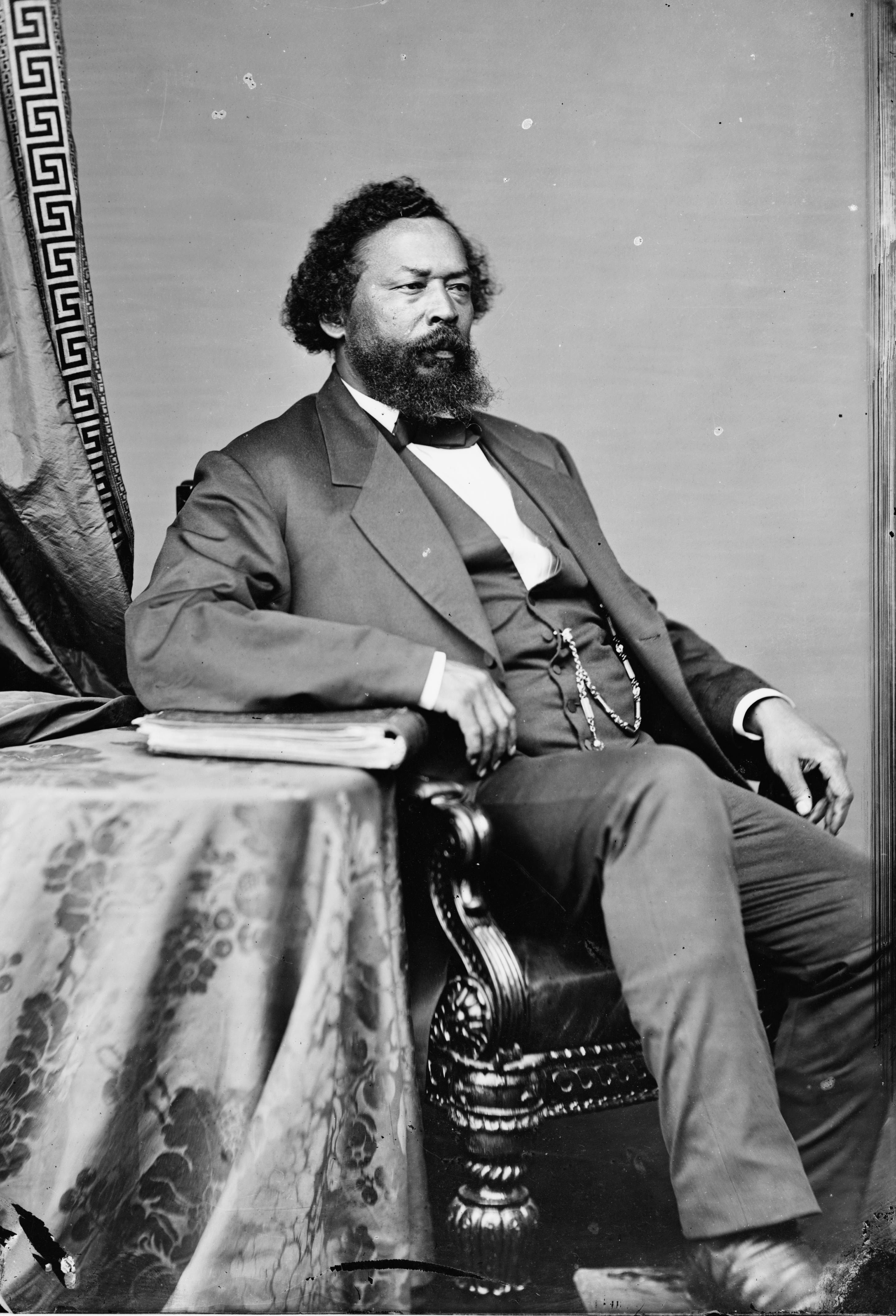
Benjamin S. Turner

Benjamin Sterling Turner (* 17. März 1825 nahe Weldon, Halifax County, North Carolina; † 21. März 1894 in Selma, Dallas County, Alabama) war ein US-amerikanischer Politiker (Republikanische Partei).

## Werdegang
Benjamin Sterling Turner kam als Sklave zur Welt, so dass ihm in seinen Kindertagen keine Bildung zukam. Er zog 1830 nach Alabama, wo er dann im Geheimen eine angemessene Ausbildung erhielt. Danach ging er Handelstätigkeiten nach. Turner wurde 1867 zum Steuereinnehmer von Dallas County gewählt. Zwei Jahre später wurde er in den Stadtrat von Selma gewählt.
Turner verfolgte ebenfalls eine politische Laufbahn. Er wurde in den 42. US-Kongress gewählt. Bei seinem Wiederwahlversuch in den nachfolgenden 43. US-Kongress erlitt er allerdings eine Niederlage. Er war im US-Repräsentantenhaus vom 4. März 1871 bis zum 3. März 1873 tätig. Dann nahm er 1880 als Delegierter an der Republican National Convention teil. Ferner ging er in Alabama landwirtschaftlichen Tätigkeiten nach. Er starb 1894 in Selma (Alabama) und wurde dort auf dem Live Oak Cemetery beigesetzt.